# Schiff ohne Heimat
Schiff ohne Heimat (Originaltitel: Plymouth Adventure) ist ein US-amerikanischer Abenteuerfilm aus dem Jahr 1952 mit Spencer Tracy. Regie führte Clarence Brown. Das Drehbuch beruht auf einem Roman von Ernest Gebler.

## Handlung
Erzählt wird von der beschwerlichen Überfahrt der Mayflower im Jahre 1620 von England in die „Neue Welt“ nach Amerika. Kapitän Christopher Jones erhält den Auftrag, eine Gruppe puritanischer Pilgerväter von England nach Amerika zu schiffen. Die Siedler ahnen nicht, dass der herzlose und nur am Profit interessierte Kapitän bestochen wurde. Am Ende einer beschwerlichen und entbehrungsreichen Reise, die kaum die Hälfte der Siedler überlebt, setzt der Kapitän die ausgezehrten und von Skorbut gezeichneten Siedler an Land ab – aber nicht an der vereinbarten Landestelle, sondern Hunderte von Meilen weiter nördlich in Neuengland. Die Besiedlung dieser bis dato wertlosen Landstriche bedeutet für den Besitzer, den skrupellosen Investor Mr. Weston, einen erheblichen Spekulationsgewinn. 
Doch in diesem unerschlossenen und menschenleeren Gebiet Neuenglands haben die ohne Proviant von Bord gehenden Siedler kaum Aussichten, den nahenden Winter zu überstehen. Ihre einzige Überlebenschance besteht darin, dass Kapitän Jones mit der Mayflower den Winter über vor Anker bleibt, um den Siedlern so lange Schutz zu gewähren, bis sie ihre Häuser errichtet haben. Bei Anbruch der Reise war Jones fest entschlossen, die Siedler im Stich zu lassen. Inzwischen hat der Geist, der unter den Pilgervätern herrscht, den Seemann jedoch beeindruckt und ihn den Menschen wieder nähergebracht. Zudem schlägt sein Herz für die fromme Dorothy Bradford, die Frau des Anführers der Pilger, William Bradford. Dorothy, zwischen beiden Männern hin- und hergerissen, nimmt sich am Ende das Leben, indem sie sich von Bord stürzt. Die Pilgergemeinde geht indes von einem Unfall aus. Den Höhepunkt bildet die Unterzeichnung des Mayflower-Vertrags.

## Kritik
„Sorgfältig gestaltet, menschlich bewegend und von guten Darstellern getragen, aber ohne die große Linie eines mitreißenden Historiendramas“, lautete das Urteil des Lexikon des internationalen Films. „Der MGM-Geschichtsunterricht ist auf Spencer Tracy zugeschnitten. Historie als glänzendes Hollywood-Fest“, schreibt Cinema|ref=
Bosley Crowther von der New York Times stellte den Film seinerzeit in eine Reihe von Filmen, die die Historie mit romantischer Spekulation versehen und in ihrer Bildpracht dazu neigen, die Menschen hinter den Kostümen und Dialogen zu vernachlässigen.

## Auszeichnungen
Der Film gewann 1952 einen Oscar in der Kategorie Beste visuelle Effekte.